# Irina Olegowna Abramowa

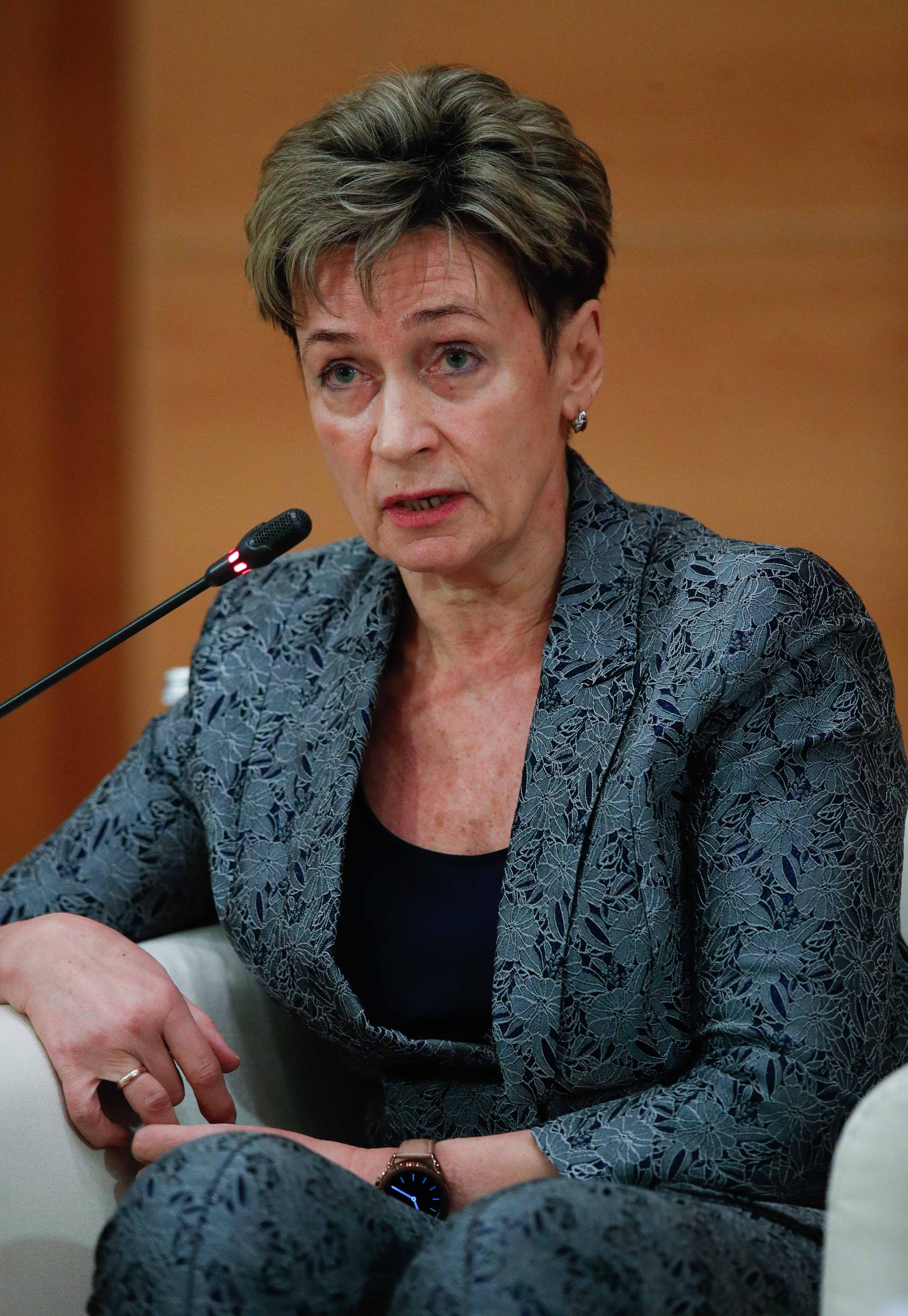
Irina Olegowna Abramowa (2023)

Irina Olegowna Abramowa (russisch Ирина Олеговна Абрамова; * 16. September 1962) ist eine sowjetische bzw. russische Afrikawissenschaftlerin, Ökonomin und Hochschullehrerin.

## Leben
Das Studium in der arabischen Abteilung der sozial- und wirtschaftswissenschaftlichen Fakultät des Instituts der Länder Asiens und Afrikas der Lomonossow-Universität Moskau (MGU) schloss Abramowa 1984 mit Auszeichnung ab. Am Ende der dreijährigen Aspirantur am Afrika-Institut der Akademie der Wissenschaften der UdSSR (AN-SSSR, seit 1991 Russische Akademie der Wissenschaften (RAN)) verteidigte sie 1987 ihre Dissertation über sozial-ökonomische Probleme der Urbanisierung in Ägypten und wurde zur Kandidatin der ökonomischen Wissenschaften promoviert.
In den Jahren 1994 bis 1997 war Abramowa Gastprofessorin an den Universitäten Tübingen, Bochum, Heidelberg und St. Gallen.
Abramowa lehrt seit 2004 am Institut der Länder Asiens und Afrikas der MGU. Sie hielt 2004 auf dem jährlichen Cambridge international Symposium on Economic Crime einen Vortrag. Sie nahm 2004 und 2005 als Expertin des Europarats an Konferenzen und Seminaren im Rahmen des Programms zur Bekämpfung der Geldwäsche und des Finanzterrorismus teil. Mit in- und ausländischen Wissenschaftlern organisierte sie 2005–2011 Feldforschung in europäischen und afrikanischen Ländern und untersuchte Probleme der Bevölkerung und der internationalen Arbeitsmigration. Sie verteidigte 2011 am Institut für Orientstudien der RAN ihre Habilitation über das Ressourcenpotential Afrikas in der Weltwirtschaft des 21. Jahrhunderts anhand eines neuen ökonomischen Weltmodells mit Erfolg für die Promotion zur Doktorin der ökonomischen Wissenschaften.
Abramowa ist Professorin des Lehrstuhls für Arabien- und Afrikastudien der Russischen Universität der Völkerfreundschaft.
Abramowa wurde 2015 Direktorin des Afrika-Instituts der RAN als Nachfolgerin Alexei Wassiljews. 2016 wurde sie zum Korrespondierenden Mitglied und 2017 zum Präsidiumsmitglied der RAN gewählt. Sie ist Mitglied des Wissenschaftlichen Rats für Afrika-Probleme der RAN.

## Ehrungen, Preise
- Medaille für einen bedeutenden Beitrag für die Organisation des Russland-Afrika-Gipfeltreffens und -Wirtschaftsforums (2019)[4]
- Medaille des Verdienstordens für das Vaterland II. Klasse (2020)[5]